# Badenstraße 16 (Stralsund)

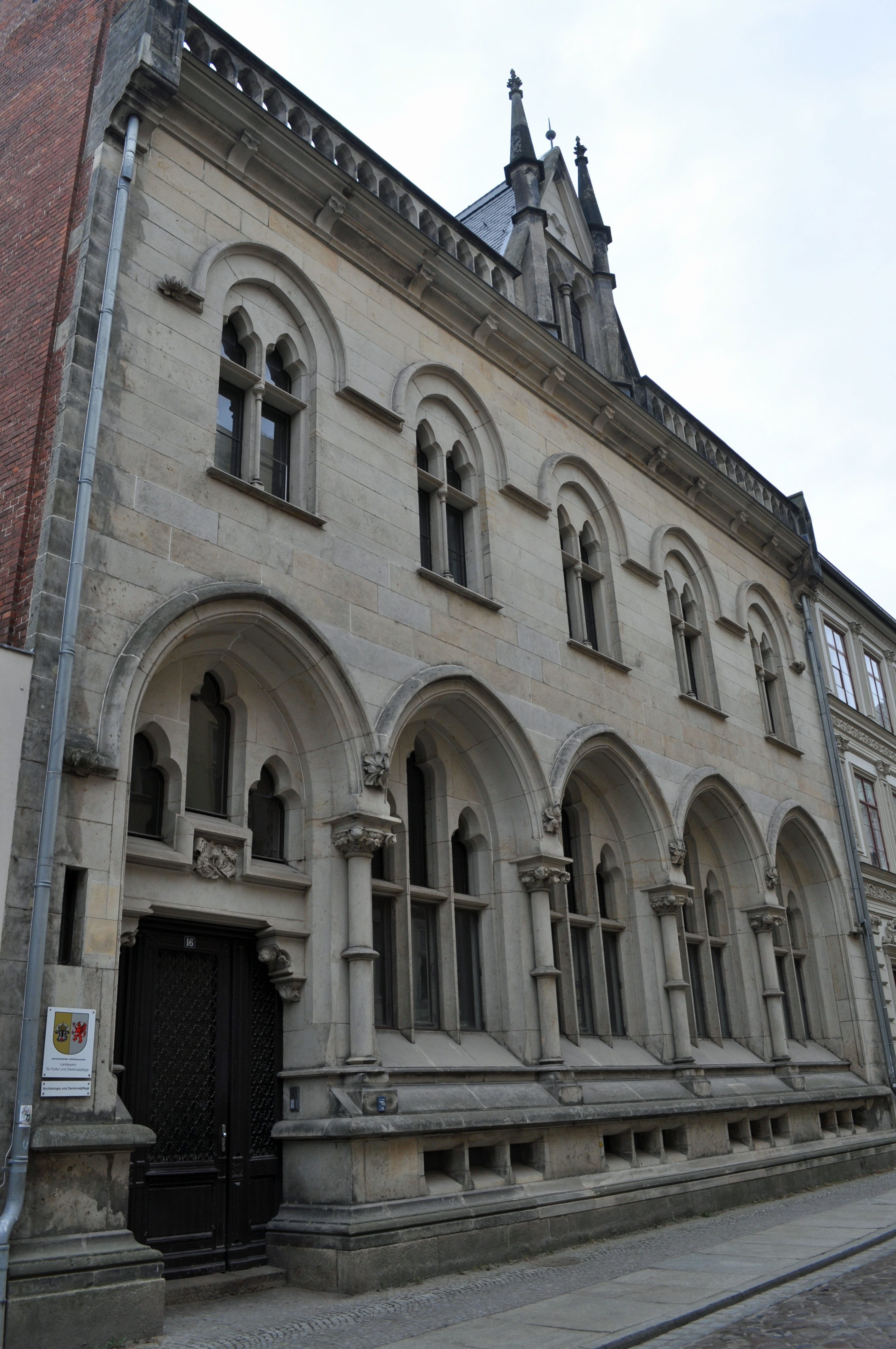
Das Haus Badenstraße 16 in Stralsund (2012)

Das Haus mit der postalischen Adresse Badenstraße 16 ist ein unter Denkmalschutz stehendes Gebäude in der Badenstraße in Stralsund.
Das zweigeschossige, fünfachsige Gebäude wurde im Jahr 1893 nach Plänen des Architekten Max Hasak aus Berlin für die Reichsbank, die Zentralnotenbank des Deutschen Reiches, errichtet. Der Backsteinbau besitzt eine hausteinverkleidete Fassade, die zur Badenstraße hin neugotisch gestaltet ist. Tiefe spitzbogige Laibungen und Blenden umgeben die Fenster, die im Erdgeschoss dreiteilig und im Obergeschoss zweiteilig ausgeführt sind. Spitzbogen zeigen auch die Balustrade und das mittige Zwerchhaus. Der Grundriss des Gebäudes ist L-förmig.
Im Gebäude ist das Landesamt für Kultur- und Denkmalpflege untergebracht.
Das Haus liegt im Kerngebiet des von der UNESCO als Weltkulturerbe anerkannten Stadtgebietes des Kulturgutes „Historische Altstädte Stralsund und Wismar“. In die Liste der Baudenkmale in Stralsund ist es mit der Nummer 61 eingetragen.